# 민중고등학교

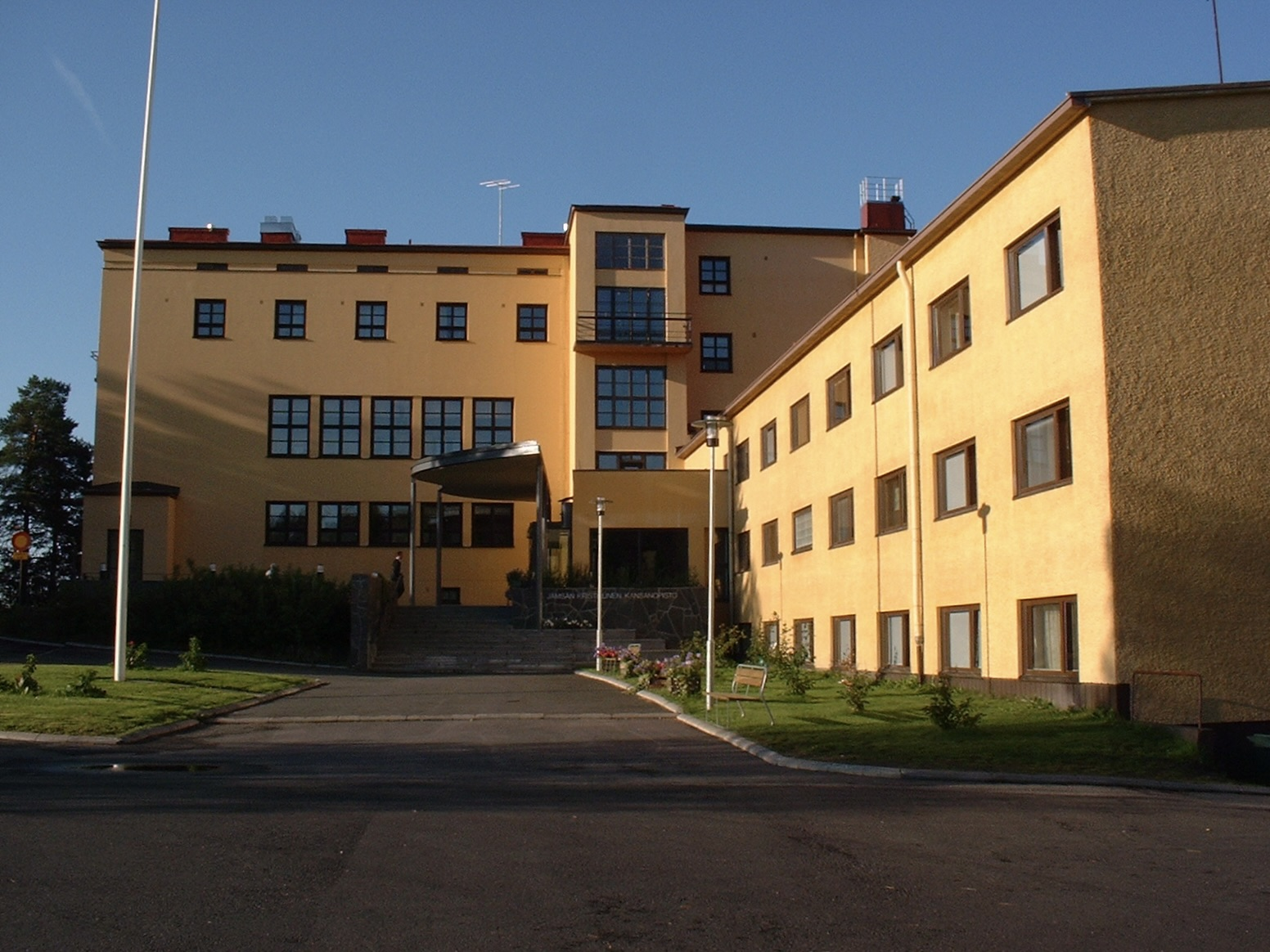
핀란드 얨새(Jämsä)에 있는 크리스티앙 민중고등학교

민중고등학교 혹은 대중고등학교(덴마크어: folkehøjskole; 핀란드어: kansanopisto, työväenopisto, kansalaisopisto; 독일어: Volkshochschule; 노르웨이어: folkehøgskole; 스웨덴어: folkhögskola)는 성인교육 기관으로서 학위를 주지는 않는 성인교육 기관이다. 그 존재 이유는 독특하다고 할 수 있다. 노르딕 국가와 독일, 오스트리아 등에서 나타난다. 그 개념은 덴마크 출생의 철학자이자 목사인 니콜라스 그룬트비에서 시작되었다. 그는 오늘날 공교육에 많은 영향을 끼친 것으로 알려진 콩도르세의 Report on the General Organization of Public Instruction를 보고 많은 영감을 받았다. 미국에서는 덴마크 민중고등학교(Danebod)가 미네소타주 타일러에 설립됐다.
그룬트빅의 교육 철학은 나이지리아 미국, 인도 등 여러 나라에서도 나타나고 있으며 노르딕 국가에서 많이 나타남은 물론이다.

## 특징
민중고등학교의 특징은 국가에 따라 다르지만 공통 특징은 다음과 같다:
- 매우 다양한 종류의 과목
- 마지막 평가가 없음
- 자기개발 및 평가에 대한 집중
- 교육학적 이론에서의 자유로움
- 수개월에서 수년에 걸치는 교과과정 다양화 가능

대부분의 나라에서는 기숙학교로 운영되며 18세-30세 정도로 연령대도 다양하다.

## 학교와 평생 교육
그룬트빅은 대중교육을 가장 중요한 관점으로 보았다. 민중고등학교는 교육과 문화 모두 보수적으로 생각하는 관점을 버리고 대신 보통 사람들이 배움으로써 책만으로 배울 수 있다는 관점에서 벗어나고자 했다.
그룬트빅은 상류층에만 제공되는 대학교육이 대중에게 확대되기를 바랐고 사회와 개인의 관계가 새로 빚어지길 바랐다.
시간을 거치면서 그 형태 또한 많은 변화를 겪었고 변화 방식을 유지하고 있다. 오늘날의 민중고등학교는 현대적인 가치와 문제점에 대해 질문을 제기하고 있다.
가장 핵심적인 가치는 "평생 교육"이다. 학교 교육이 누구나 평생에 걸쳐 받을 수 있는 것으로 여겨져야 한다는 것이 핵심이다. 개인으로서 또한 사회 구성원의 일부로서 대우받아야 한다고 본다.
그룬트빅이 생각한 이상적인 가치는 현실과 삶을 그대로 생각해야 한다는 보편적 가치에 관한 것이었다. 이에 그는 어떻게 학교 교육이 미래에 이뤄져야 할지에 대해서 가이드라인을 적어놓곤 했다. 사람들의 삶에 따라 학교 교육이 재정비되어야 하는데 학교 시험은 충분한 보상이 필요하기 때문에 필요 없다고 본 것이 그의 생각이었다.
학교에서의 삶이 핵심적인 요소라고 보았는데 민중고등학교는 개인의 삶이 모인 것으로 여겨졌다. 학습이란 사회적 지위 뿐 아니라 서로의 다양성을 인정함으로써 이뤄진다. 교사가 학생으로부터 배울 수도 있으며 상호 이해를 통해 상호 학습이 이뤄진다는 것이 이상적으로 보았다. 이를 바탕으로 사람들이 서로 다른 생각을 익히고 다른 이해의 지평선에 이를 수 있다고 보았다.

## 덴마크
민중고등학교가 시작된 곳이 덴마크이다. 1844년 Rødding에 처음으로 설립됐다. 그룬트빅의 추종자였던 크리스텐 콜드가 주창한 것으로 재정적으로 어려운 빈민을 교육 및 농민들을 교육해야 한다는 일념으로 시작됐다. 대학 교육을 받을 수는 없지만 사회가 변화하면서 교육 대상이 확대되고 누구나 배울 수 있어야 한다고 생각했기 때문이다.
이곳을 지나 여러 곳에서 학교가 설립되기 시작했으며 여전히 덴마크에서 학교가 운영되고 있다. 사실상 학교 자체가 비형식교육의 일환이기 때문에 다양한 연령대의 사람들이 다양한 배경을 갖고 모이게 된다. 덴마크 학부모들이 민중고등학교를 선택하는 이유이기도 하다. 2009년 말 기준 76개교가 운영중이며 교육 방침은 음악, 미술, 디자인, 작문, 종교, 철학, 언어, 문학 등 매우 다양하다. 일부 학교에는 체육고등학교라 하여 스포츠에 특화된 경우도 있다. 학비는 매우 다르지만 보통 매주 1,200 덴마크 크로나(한화 23만원 정도)에 달한다.
최근 세계화 흐름에 따라 덴마크 교과과정에서도 매우 다양하게 나타나고 있다. 많은 학교에는 외국인도 참여할 수 있으며 여행이나 자원봉사 등으로도 가능하다.

## 같이 보기
- 니콜라스 그룬트비
- 커뮤니티 칼리지